# Поніц
Поніц (нім. Ponitz) — громада в Німеччині, розташована в землі Тюрингія. Входить до складу району Альтенбургер-Ланд.
Площа — 17,04 км2. Населення становить 1509 ос. (станом на 31 грудня 2021).